# Arvid Wester

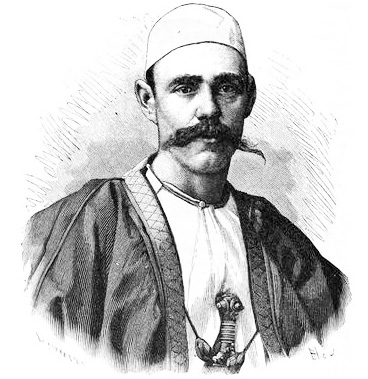
Arvid Wester, ca. 1885

Arvid Mauritz Wester (* 10. Juni 1856 in Karlskoga, Schweden; † 11. Juli 1914 in Stockholm, Schweden) war ein schwedischer Soldat, Forschungsreisender und Kolonialadministrator, der unter anderem ab Mitte der 1880er Jahre für den belgischen König Leopold II. im Kongo-Freistaat diente.

## Biographie

### Frühe Jahre (1874–1884)
Wester ergriff den Soldatenberuf und trat als Freiwilliger am 1. Mai 1874 in die schwedische Armee ein. Am 14. Juli 1877 wurde er als Kadett an der schwedischen Militärschule immatrikuliert. Die Beförderung zum Leutnant erfolgte am 2. Dezember 1878 im 21. Infanterie-Regiment. In dieser Zeit suchte der belgische König Leopold II. in einigen europäischen Staaten Militärs, um bei der Gründung des Freistaats Kongo zu helfen.

### Im Kongo

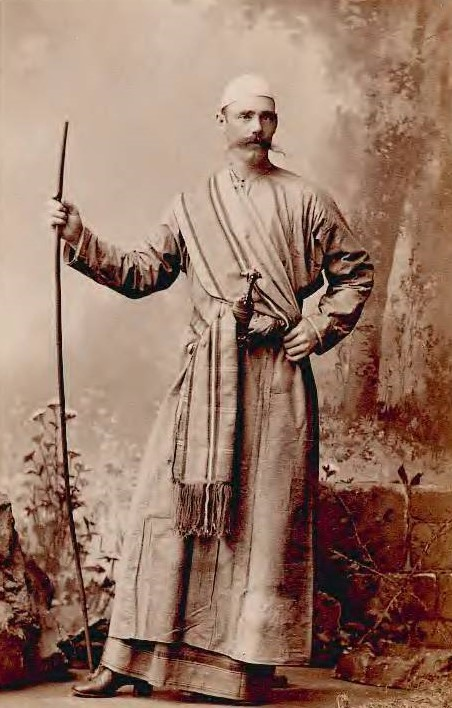
Wester in arabischer Tracht, circa 1885

Wester entschloss sich, dem Gesuch zu folgen und trat mit etwa zehn weiteren schwedischen Offizieren der Internationalen Afrika-Gesellschaft (A.I.A.) bei. Seine Aufnahme erfolgte am 1. November 1883 als Assistent. Bereits am 14. November 1883 brach er in den Kongo auf. Er kam am 5. Januar 1884 in Vivi an und erreichte Léopoldville am 5. Februar 1884. In der Folge schloss sich Wester der Expedition von Edmond Hanssens an, die ab dem 23. März 1884 mit den drei Dampfschiffen und sechs Europäern von Léopoldville flussaufwärts reiste.
Die Expedition erreichte Équateurville am 17. April 1884. Wester und Ernest Courtois blieben zunächst dort, während Hanssens und Alphonse van Gèle den unteren Ubangi-Fluss und den Mongala-Fluss erkundeten. Am 4. Juni schloss sich Wester wieder Hanssens Kolonne an, die den Itimbiri erreichte und diesen Fluss 75 Kilometer hinauffuhr. Courtois erkrankte dort und starb am 26. Juni 1884.
Die Expedition erreichte die Stanleyfälle am 3. Juli 1884. Hier wartete Adrian Binnie, der dort seit Henry Morton Stanleys Besuch im Dezember 1883 das Kommando hatte, auf seine Ablösung, um an die Küste zurückkehren zu können. Hanssens setzte Wester mit Amelot als Stellvertreter ein und verließ die Gegend am 11. Juli 1884. Wester hatte nur 20 Hausa-Soldaten zur Verfügung und musste zunächst schwere Kämpfe gegen die einheimische Bevölkerung ausfechten, bevor er deren Wertschätzung und Vertrauen gewann. Er musste sich auch mit den Arabern unter der Führung des arabischen Sklaven- und Elfenbeinhändlers Tippu Tip auseinandersetzen, die die Station übernehmen wollten. Er unterzeichnete einen Freundschaftsvertrag mit Tippo-Tips Sohn Moini Amani, der festlegte, dass die Araber nicht in den Norden der Station vordringen würden. Innerhalb eines Monats hatten die Araber jedoch die Vereinbarung verletzt. Zu schwach, um Vergeltung zu üben, konzentrierte sich Wester auf die Verbesserung seiner Verteidigung.
Gegen Ende des Jahres 1884 besuchten Van Gèle und der Intendant Camille Van den Plas Westers Station, um mit Tippu Tip zu verhandeln. Es kam zu einem Treffen, bei dem Tippu Tip zusagte, die Sklavenjagd einzustellen. Van Gèle ließ Leutnant Gleerup zur Unterstützung bei Wester. Nach dem Ende seiner Dienstzeit Ende 1885 kehrte Gleerup allerdings unter dem Schutz von Tippu Tip über Sansibar nach Europa zurück. Er war damit der achte Europäer und erste Schwede, der Afrika durchquerte. Wester war erkrankt und sollte Urlaub nehmen. Als sein Ersatz wurde Leutnant Walter Deane eingesetzt, der mit vierzig Bangala-Soldaten am 14. Februar 1886 an den Wasserfällen ankam. Wester übergab das Kommando über den Posten an Deane und reiste am 21. Februar 1886 ab. Über Leopoldville und Banana erreichte er am 10. Juni 1886 Europa.
Nach Westers Abreise verschlechterte sich die Situation. Tippu Tip kehrte nach Sansibar zurück und wurde durch seinen Neffen Rachid ersetzt, einen unversöhnlichen Feind der Europäer. Die Station Stanley Falls wurde im September 1886 von den Arabern angegriffen und vollständig zerstört.

### Spätere Karriere (1886–1914)

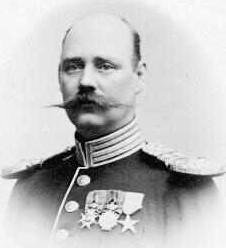
Arvid Mauritz Wester

Wester, der 1885 zum Oberleutnant ernannt worden war, wurde 1905 zum Major der Grenadiere des Leibregiments ernannt, von wo er 1907 zum Gotland-Infanterieregiment versetzt wurde. Er verließ die Armee 1912. Er starb am 11. Juli 1914 in Stockholm.